# 판문점
판문점(板門店)은 한국 전쟁의 휴전 협상이 진행된 곳으로, 대한민국의 행정 구역상으로는 경기도 파주시 진서면 선적리, 조선민주주의인민공화국의 행정 구역상 개성특별시 판문구역 판문점리에 위치하고 있다. 현재의 판문점은 정전협정 이후 한국전쟁 포로 교환업무를 맡게 된 중립국 인도군의 막사와 포로 교환 장소로 사용되었던 건물로써 , 정전협상이 이뤄진 실제 정전협정 조인장소는 현재의 판문점보다 북쪽으로 1.5km 정도 떨어진 장소에 위치해 있다.
정전협정 이후 유엔군과 조선인민군의 공동경비구역으로 지정되었으며, 대한민국과 조선민주주의인민공화국 쌍방의 행정관할권이 미치지 않는다.
1976년까지는 경계선 없이 양측 경비병과 출입자들이 자유롭게 통행할 수 있었으나, 1976년 8월 18일에 발생한 판문점 도끼 살인 사건 이후로 군사분계선을 경계로 관할 구역이 분할되었다. 2004년 유엔사령부 군사정전위원회를 이전 용산기지에서 판문점 공동경비구역으로 이전하기로 하였다.
유엔군과 한국군이 공동으로 경비하는 '자유의 집'은 여권을 소지한 외국 관광객은 견학이 가능하며, 그 외의 한국 국민과 외국인은 따로 소정의 절차를 거쳐야 한다.

## 역사
판문점은 원래 개성의 외곽 지역으로서 별다른 중요성을 가진 지역이 아니었다. 역사 문헌인 고려사와 조선왕조실록에는 이 지역을 판문평이라고 불렀는데, 널문다리가 있어서 그렇게 지명이 지어졌다. 원래 한국전쟁 휴전회담은 이곳이 아닌 개성시 고려동에서 진행되었는데, 회담장 인근에서 진행된 수 차례의 북한측의 의도적인 무력시위로 인해서 회담장소를 널문리 주막마을, 즉 판문점에서 진행하게 된 것이다.

## 명칭
판문점은 임진왜란 때 조선인들의 피난을 돕기 위해 조선 백성들이 임진강에 대문 널빤지로 다리를 만든 것에서 유래한 널문리를 한자로 바꾼 것이다.

## 중립국 감독위원회
스웨덴과 스위스는 대한민국 측, 폴란드는 조선민주주의인민공화국 측 담당이다. 현재는 스웨덴과 스위스 위원들만이 현지에서 유엔 사령부 소속 중립국 감독 위원회의 임무를 수행하고 있으며, 폴란드 대표단은 조선민주주의인민공화국의 축출 조치로 인하여 현재 폴란드 본국에서 중감위 역할을 수행하고 있다.
2004년 이후 공동경비구역의 경비 임무는 대한민국 국군이 단독적으로 수행하나, 지휘통제권은 계속 유엔 사령부가 가지고 있으므로, 주한미군 일부 요원들과 중립국 감시단(스위스, 스웨덴 대표)이 주둔하고 있다. 2015년 전작권 환수나 차후 맺게 될지 모를 평화 협정에 따라 UN사령부 즉 중립국 감시단 자체를 철수하는 것을 검토하고 있다.
애초 중립국 감시단은 1953년 7월 27일 휴전 직후 군사정전위원회(Military Armistice Commission) 예하로 설치되었다. 4명의 영관급 장교(senior officers)로 구성되며, 2명은 스웨덴과 스위스가, 2명은 폴란드와 체코슬로바키아가 조선인민군과 중국인민지원군을 대신하여 임명한다.
1953년 8월 1일에 96명으로 구성된 첫 스위스 군사 사절단이 판문점에 도착한 이래, 1955년에 처음으로 41명으로 감축하였다. 1982년부터 1987년 8월까지, 스위스의 6명의 대표단과 700명 가량의 군인이 중립국 감시단으로 대한민국에 주둔하였다.
조선민주주의인민공화국의 경우 1958년에 중국인민지원군이 철수한 이후, 1991년에 체코슬로바키아 대표단이, 1995년에는 폴란드 대표단이 조선민주주의인민공화국에 의해 본국으로 강제로 축출되었다.

## 같이 보기
- 대한민국 국군, 대한민국의 전시작전권 환수
- 카투사(KATUSA), 주한미군, 주일미군
- 전시 작전통제권, 중립국 감시단
- 군사분계선, 공동경비구역
- 조선 서해 해상 군사분계선(조선민주주의인민공화국 단독 주장)
- 판문점 도끼 살인 사건
- 자유의 집
- 북방한계선
- 유엔
- 평화의 집
- 통일각
- 판문각
- 판문구역